# Igor Leshchuk
Igor Alekseyevich Leshchuk (tiếng Nga: Игорь Алексеевич Лещук; sinh ngày 20 tháng 2 năm 1996) là một cầu thủ bóng đá người Nga thi đấu ở vị trí thủ môn cho F.K. Dynamo Moskva.

## Sự nghiệp câu lạc bộ
Anh có màn ra mắt tại Giải bóng đá chuyên nghiệp quốc gia Nga cho F.K. Dynamo-2 Moskva vào ngày 28 tháng 8 năm 2016 trong trận đấu với FSK Dolgoprudny.

### Thống kê sự nghiệp
Tính đến 13 tháng 5 năm 2018
| Câu lạc bộ           | Mùa giải            | Giải vô địch        | Giải vô địch | Giải vô địch | Cúp     | Cúp       | Châu lục | Châu lục  | Tổng cộng | Tổng cộng |
| Câu lạc bộ           | Mùa giải            | Hạng đấu            | Số trận      | Bàn thắng    | Số trận | Bàn thắng | Số trận  | Bàn thắng | Số trận   | Bàn thắng |
| -------------------- | ------------------- | ------------------- | ------------ | ------------ | ------- | --------- | -------- | --------- | --------- | --------- |
| F.K. Dynamo Moskva   | 2012–13             | Premier League      | 0            | 0            | 0       | 0         | 0        | 0         | 0         | 0         |
| F.K. Dynamo Moskva   | 2013–14             | Premier League      | 0            | 0            | 0       | 0         | –        | –         | 0         | 0         |
| F.K. Dynamo Moskva   | 2014–15             | Premier League      | 0            | 0            | 0       | 0         | 0        | 0         | 0         | 0         |
| F.K. Dynamo Moskva   | 2015–16             | Premier League      | 0            | 0            | 0       | 0         | –        | –         | 0         | 0         |
| F.K. Dynamo Moskva   | 2016–17             | National League     | 1            | 0            | 0       | 0         | –        | –         | 1         | 0         |
| F.K. Dynamo-2 Moskva | 2016–17             | Professional League | 11           | 0            | –       | –         | –        | –         | 11        | 0         |
| F.K. Dynamo Moskva   | 2017–18             | Premier League      | 0            | 0            | 1       | 0         | –        | –         | 1         | 0         |
| F.K. Dynamo Moskva   | Tổng cộng           | Tổng cộng           | 1            | 0            | 1       | 0         | 0        | 0         | 2         | 0         |
| Tổng cộng sự nghiệp  | Tổng cộng sự nghiệp | Tổng cộng sự nghiệp | 12           | 0            | 1       | 0         | 0        | 0         | 13        | 0         |